# Молодость, больница, любовь
«Мо́лодость, больни́ца, любо́вь» (англ. Young Doctors in Love) — американский комедийный художественный фильм, поставленный режиссёром Гэрри Маршаллом в качестве пародии на медицинские телесериалы, в основном на «Главный госпиталь». Премьера фильма состоялась в Лос-Анджелесе и Нью-Йорке 16 июля 1982 года.

## Сюжет
Группа студентов-медиков приходит на практику в городскую больницу и устраивает в ней полный переполох.

## В ролях
| Актёр             | Роль                     |
| ----------------- | ------------------------ |
| Майкл Маккин      | доктор Саймон Август     |
| Шон Янг           | доктор Стефани Броуди    |
| Патрик Макни      | доктор Джейкобс          |
| Гарри Дин Стэнтон | доктор Оливер Людвиг     |
| Гектор Элизондо   | Анджело                  |
| Памела Рид        | медсестра Норин Спрокетт |
| Деми Мур          | новая медсестра          |
| Сьюзан Луччи      | камео                    |
| Жаклин Зимэн      | камео                    |
| Титос Вандис      | Сэл Бонафетти            |